# Miki Morimoto
Miki Morimoto est entrée chez Sega au milieu des années 1980. Fascinée par les jeux Space Harrier et Out Run, elle voulait rejoindre la division Arcade Games, mais finit par entrer dans la division CS (Home Game).
Miki Morimoto s'est investie dans le développement de cinq jeux :
- Phantasy Star (Master System, 1987), assistante coordinateur
- Ys (Master System, 1988), directrice
- Hoshi o sagashite... (Master System, 1988)
- Sorcerian (Mega Drive, 1990), scénariste
- Magic Knight Rayearth (Game Gear, Saturn, SNES, 1995)

Elle est aussi connue sous le pseudonyme "Gamer Miki", qu'elle a utilisé dans les crédits de fin des jeux Sega et pour la première fois au sein de la Sonic Team, et est membre de la SPEC (Sega Players Enjoy Club).

## Anecdote
Gamer Miki est présente sous forme fictive dans le jeu Phantasy Star 1, dans la ville de Sopia. On peut tenir avec elle le dialogue suivant (source : (en) phantasy-star.net) :
- Hi! I'm Miki! Do you like Sega games?
YES- Of course! Sega games are best.
NO - I can't believe it. If you don't like the game,....why have you played so far!?!
Le dialogue original de la version japonaise de Phantasy star 1 n'a pas été respecté lors de la traduction. On peut retrouver son sens premier dans des traductions non officielles (source : (en) phantasy-star.net) :
- I'm Gamer Miki-chan! Do you own a Master System?
YES- Wow! I guess we game the same! After all, the FM sound system is way cool, huh?
NO - Aawww! That’s no good! Hurry up and buy one! Hmph!